# Кућа Енис
Кућа Енис (Ennis House; такође и Кућа Енис-Браун) је резиденција на адреси Глендовер авенија 2607–2655 у четврти Лос Фелиз у Лос Анђелесу, Калифорнија, Сједињене Америчке Државе. Пројектовао ју је архитекта Френк Лојд Рајт у стилу мајанског препорода за бизнисмена Чарлса Ениса и његову супругу Мејбел, а довршена је 1925. године на врху брда у Лос Фелизу. Кућа је највећа од четири куће од бетонских текстилних блокова које је Рајт пројектовао у ширем подручју Лос Анђелеса 1920-их; остале су Ла Минијатура, Кућа Сторер и Кућа Фриман. Кућа је често коришћена као локација за снимање — појављује се у филмовима као што је Истребљивач — делом због свог дизајна и близине Холивуду. Кућа Енис је Историјско-културни монумент Лос Анђелеса и Историјски споменик Калифорније, а такође је уврштена у Национални регистар историјских места.
Кућа Енис изграђена је у време када је Рајт прелазио са дизајна у стилу Преријске школе из своје ране каријере ка јусонијанском дизајну своје касније каријере. Састоји се од главне зграде и гаражног крила, који су одвојени двориштем за аутомобиле и повезани пешачким мостом; све ове структуре окружене су високим потпорним зидом. Структура укључује најмање 24.000 бетонских текстилних блокова, који су украшени угравираним шарама. Ту су и прозори од витража и кровови налик на зигурат. Унутрашњост главне куће има око 6.000 sq ft (560 m2) простора, са три спаваће собе и три и по купатила; у гаражном крилу постоји додатна спаваћа соба. Улазни хол се налази испод главног спрата, за разлику од других Рајтових простора. Ентеријери су украшени лустерима, мермерним подовима, мозаичким плочицама, изложеним плафонским гредама и детаљима од кованог гвожђа.
Чарлс и Мејбел Енис су наручили од Рајта да пројектује кућу након пензионисања 1923. године. Нове грађевинске дозволе за оба дела куће издате су у мају 1924, а гаража је завршена у децембру исте године, док је главна кућа завршена у августу 1925. Породица Енис је живела у кући само до 1936. године, након чега је у 44 године променила седам власника. Један од тих власника, глумац Џон Незбит, купио је кућу 1940. и ангажовао Рајта да дода базен, собу за билијар и систем грејања. Након даљих промена власништва, кућу је 1968. године купио Огастус Браун, који ју је додатно реновирао пре него што ју је 1980. донирао Фонду за очување културног наслеђа (TPCH). У наредних 25 година, TPCH је реновирао кућу, која је оштећена током земљотреса у Нортриџу 1994. и додатно нарушена 2005. године током обилних киша. Фондација Куће Енис управљала је и рестаурирала кућу од 2005. до 2011, када ју је продала бизнисмену Роналду Берклу, који је извршио даље поправке. Беркл је продао кућу 2019. године руководиоцима у индустрији канабиса Роберту Розенхеку и Синди Капобјанко; у то време, продајна цена од 18 милиона долара била је највиша за зграду коју је пројектовао Рајт.

## Локација
Кућа Енис се налази у четврти Лос Фелиз у Лос Анђелесу, Калифорнија, Сједињене Америчке Државе, на адреси Глендовер авенија 2607 или 2655. Једини прилаз кући је преко Глендовер авеније, уске улице која вијуга кроз Лос Фелиз и окружује зграду са три стране. Кућа, коју је пројектовао Френк Лојд Рајт, смештена је на брду, које се нагло спушта према југу. Рајтове скоро савремене Кућа Џона Сторера и Кућа Семјуел Фриман такође су изграђене на врховима брда; писац Роберт К. Твомбли је написао да је то кућама давало изглед „наизглед непробојних” са улице. Писац за часопис Contemporary Literature је 1997. написао да кућа симболизује Рајтов етос „екстремног индивидуализма” и његову одбојност према урбанизму, посебно с обзиром на њену локацију. Председник Удружења за очување грађевина Френка Лојда Рајта, Џон Пејн, изјавио је 2003. да кућа користи своју топографију на сличан начин као и Рајтови ранији радови у стилу Преријске школе, који су обично били ниско при земљи. Локација се простире на приближно 5⁄6 acre (0,34 ha), и широка је 248 ft (76 m) од запада ка истоку. Кућа се састоји од главне зграде и гаражног крила, одвојених затвореним двориштем за аутомобиле. Пешачки мост прелази преко дворишта, повезујући северну терасу главне куће са гаражним крилом. Поред тога, у задњем делу главне куће налазе се кои рибњак и базен, као и терасе и други отворени простори са погледом на Лос Анђелес. Кућа Енис гледа на центар Лос Анђелеса и Грифит парк на истоку, а такође је окренута ка Тихом океану на западу. Кућа је једна од неколико зграда у Лос Фелизу које су пројектовали Рајт и његови ученици; друге такве грађевине укључују Кућа Лавел и Кућа Џона Соудена. Пре развоја Лос Фелиза, локација је била део земљишног гранта из шпанског доба познатог као Ранчо Лос Фелиз.

## Архитектура
Кућа Енис је једна од осам зграда које је Рајт пројектовао у ширем подручју Лос Анђелеса, поред кућа као што су Кућа Милард (Ла Минијатура), Кућа Холихок, Кућа Сторер и Кућа Фриман. Куће Енис, Фриман, Милард и Сторер биле су једине четири куће од текстилних блокова које је пројектовао у Лос Анђелесу; Кућа Енис је највећа од Рајтове четири зграде од текстилних блокова у Лос Анђелесу. Према писцу Хјуу Харту, „Рајт је свој приступ методом текстилног блока видео као потпуно модеран и демократски израз свог идеала органске архитектуре”. Мало његових клијената је на крају наручило пројекте са текстилним блоковима, с обзиром на новину грађевинске методе. Како је The New York Times касније рекао: „Осим слободоумне наследнице нафтног богатства Алин Барнсдал, са којом се стално свађао, његови шаролики клијенти укључивали су продавца накита [Семјуел Фриман], удовицу која се бавила ретким књигама [Алис Милард] и пропалог доктора [Џон Сторер]”. Након пројектовања четири куће од текстилних блокова, Рајт је наставио да пројектује различите зграде од бетонских блокова широм САД, укључујући јусонијанске куће направљене од „јусонијанских аутоматских” блокова.
Кућа Енис изграђена је у време када је Рајт прелазио са дизајна у стилу Преријске школе из своје ране каријере ка јусонијанском дизајну своје касније каријере. Понекад се описује као да има дизајн мајанског препорода, инспирисан мотивима Пук архитектуре у Ушмалу. Џим Гишард, који је помагао у обуци доцента за кућу 1980-их, рекао је да је архитектонски стил куће изабран јер је Рајт желео „архитектуру која је аутохтона за Америку” и сматрао је да је мајански стил погодан за југозапад САД. Рајт је написао да су га инспирисали мотиви америчких староседелаца и Мексиканаца, изјавивши 1957. да је желео да у неком тренутку посети Централну Америку. Кућа је такође описана као грађевина у стилу „калифорнијске романце”, јер је њен дизајн био под утицајем бројних архитектонских стилова, укључујући египатски, кинески и западноевропски. Писац Мерил Шлајер описао је шаре у дизајну куће као да су под утицајем јапанске или маварске архитектуре. Чланак у Architectural Record из 2001. описао је дизајн као да носи елементе кубизма или лекорбизијанизма, док је наведено да је Рајтов утицај и даље очигледан.

### Екстеријер
Главни улаз је кроз пар капија за пешаке и возила, које су украшене мајанским мотивима. Капија за возила води у двориште за аутомобиле, које је окружено ниским зидом. Двориште је, заузврат, повезано са одвојеном надстрешницом или полуотвореном гаражом са простором за два возила. Врата воде из дворишта директно у лођу главне куће; првобитни планови предвиђали су отворену лођу, али је затворена како би кућа имала директан улаз из дворишта. Спољни базен, који датира из 1940. године, налази се на тераси која се наслања на северну фасаду куће. Базен се различито наводи као да мери 20 by 40 ft (6,1 by 12,2 m) или 18 by 44 ft (5,5 by 13,4 m). Тераса се наслања на спаваћу собу и библиотеку унутра. И главна кућа и гаражно крило имају велике прозоре и сложене стубове.

#### Зидови
Извори се не слажу око тога да ли кућа користи 24.000, 27.000, 40.000 или 45.000 бетонских текстилних блокова. Блокови су направљени од деградираног гранита са саме локације, који је мешан са песком, шљунком и водом, а затим изливан у калупе. Окер боја ових блокова добијена је мешањем ових материјала са земљом са локације. Бетон је подсећао на ћерпич који се користио у мајанским храмовима, а Рајт је такође сматрао да се материјал уклапа у топографију и климу југозапада Сједињених Држава. Малтерске спојнице постављене су између блокова, који су међусобно причвршћени челичним петљама; блокови такође садрже челичне шипке. Назив „текстилни блок” потиче од чињенице да су шипке интегрисане са блоковима како би се добио изглед који подсећа на плетиво. Рајт је веровао да ће текстилни блокови заштитити кућу од оштећења услед земљотреса — што се показало нетачним током земљотреса у Нортриџу 1994. — и да ће бетон пружити заштиту од пожара и хладити кућу. Рајтов асистент Едгар Тејфел такође је тврдио да се блокови могу масовно производити, слично фабричким производима.
Типичан блок тежи 35 lb (16 kg), са квадратним странама димензија 16 in × 16 in (41 cm × 41 cm). Сваки блок је дебео 35 in (89 cm). Блокови су украшени шарама јер, иако је Рајт волео бетон због његове савитљивости, такође је сматрао да се обичан бетон доживљава као непривлачан. Постоје угравиране шаре грчког кључа које се различито карактеришу као да нејасно подсећају на мало слово „g” (могућа референца на симбол масонског реда, чији је члан био првобитни власник Чарлс Енис) или на локалне биљке. За разлику од Куће Фриман, где су коришћене две шаре у огледалској симетрији, Кућа Енис користи једну шару, а блокови су оријентисани у истом смеру. Блокови су произведени у 20 или 24 облика; неки су мањи од стандардног блока, док су други имали шаре на више страна или уметнуте стаклене панеле. Текстилни блокови су лако упијали влагу и били су подложни пропадању због нечистоћа које су постојале приликом ливења блокова.
Спољни зидови куће направљени су од два слоја бетонских блокова, са ваздушним простором између њих, који су подупрти темељима у нивоу тла. Блокови на спољним зидовима су померени, што им даје изглед веће масивности, а и унутрашње и спољашње стране зидова имају угравиране шаре. Спољни зидови имају увлачења како се уздижу, дајући фасади масивност сличну мајанском храму. Око куће се налазе велики потпорни зидови, такође направљени од текстилних блокова. Према писцу Роберту Л. Свинију, потпорни зидови чинили су да кућа изгледа већа него што заправо јесте. Зидови су структурно одвојени од остатка куће и ојачани су бетонским гредама димензија 12 by 12 in (30 by 30 cm). Управно на потпорне зидове, и испод куће, налазе се решеткасти зидови, који су постављени на сваких 8 ft (2,4 m). Простори између решеткастих и потпорних зидова испуњени су земљом и песком.

#### Прозори и кров
Фасада садржи витражне прозоре у златној, зеленој, плавој и љубичастој боји, који су приказивали глициније. Ово су били последњи витражни прозори које је Рајт пројектовао за стамбену зграду током свог живота, пошто је у својим каснијим кућама почео да користи перфориране дрвене блокове. Постоје 32 витражна панела, подељена на 29 витражних прозора и троја витражна врата. Коначни дизајн прозора био је у супротности са Рајтовим првобитним плановима, који су предвиђали шару у облику блока која би одражавала фасаду. Прозорски прагови имају велике надвратнике, који штите унутрашњост од јаке сунчеве светлости. Кровне плоче су подељене на 14 нивоа; облик крова је сличан облику Куће Холихок по томе што су неки делови крова равни, док се други уздижу у зигуратској конфигурацији. Кров укључује телескопске торњеве, који постају прогресивно мањи како се уздижу.

### Ентеријер
Унутрашњост куће се обично наводи као да садржи 6.000 sq ft (560 m2) или 6.200 sq ft (580 m2) простора. План основе је распоређен око мреже квадрата димензија 4 ft (120 cm); сваки квадрат одговара трима текстилним блоковима. Кућа има три и по купатила. Како је првобитно конфигурисана, главна кућа је имала дневну собу и трпезарију, кухињу и три спаваће собе, док су се гаража и собе за послугу налазиле у одвојеном крилу. Укупно, главна кућа има десет соба, док се три додатне собе налазе у гаражном крилу. Слично као и у својим другим делима, Рајт је пројектовао Кућу Енис са отвореним планом; историчар Скот Френк каже да је распоред био намењен да прати „ток живота”, док је Служба националних паркова навела да је распоред био намењен за „удобан, неформалан живот”. Међутим, кућа се такође разликује од других Рајтових дела по томе што је већина соба смештена на другом спрату, а не на првом или у приземљу.
Унутрашњи зидови су направљени од истих бетонских текстилних блокова као и спољашњи. Они су различито подупрти континуираним темељним зидовима или самосталним темељима, оба направљена од ливеног бетона. Греде од текстилних блокова протежу се преко плафона, а челик је постављен унутар спојева зграде ради сеизмичког ојачања. Рајт је желео да пројектује корбелне лукове, који су на захтев Енисових промењени у равне надвратнике. Поред тога, за разлику од других кућа где је Рајт пројектовао уграђени намештај, породица Енис је донела сопствени намештај. Остали украси у кући укључују лустере, мермерне подове, мозаичке плочице и изложене плафонске греде, као и камине и украсе од кованог гвожђа. Ови украси су били уобичајени у другим домовима тог времена, за разлику од неконвенционалне фасаде, иако су били распоређени на начин који је Скот Френк описао као „механички”. Неки од украса (као што су ковано гвожђе, мермер и лустери) нису били део првобитних планова и израдили су их други дизајнери; на пример, Студији Џадсон су направили витраж, а Џулијус Дицман је направио ковано гвожђе. За разлику од добро осветљених екстеријера, многи унутрашњи простори су слабо осветљени, а линије погледа су прекинуте разним зидовима.

#### Први спрат
Главни улаз у кућу води у затамњени улазни хол испод главног спрата. Улазни хол се отвара у предворје, које има камени под, стубове од текстилних блокова са шарама и плафон висине не веће од 7 ft (2,1 m). Степениште из предворја води на други спрат; ово степениште се налази лево од улазног хола и скривено је иза нише. На врху степеништа налази се решетка са мајанским мотивима. На истом нивоу као и улазни хол налазе се соба за билијар, тоалет и помоћни ормар. Соба за билијар, која је додата 1940. године, заузима простор који се раније користио за складиштење.

#### Други спрат
Други, или главни, спрат укључује дневну собу-трпезарију (познату и као Велика соба), библиотеку, кухињу, спаваће собе, још једно купатило и собе за послугу. Велика соба има храстов под, месингане лампе и плафон од тиковине висине најмање 22 ft (6,7 m). Трпезаријски део се налази у западном делу собе, док се радни и дневни део протежу источно од трпезарије. Трпезаријски део је крстастог облика и избочен је из главне куће. Подигнут је мало изнад остатка Велике собе, са вишим плафоном, и приступа му се преко шест степеника. Низак зид одваја дневни и трпезаријски простор, а лук одваја трпезарију од степеништа које води у приземље. Витражни прозори осветљавају Велику собу и уграђени су у неколико француских врата.
Лођа куће дугачка је 100 ft (30 m) и повезује све собе у главној кући, протежући се источно од дневне-трпезаријске собе до спаваћих соба главне куће и терасе на северној фасади. Унутар лође налазе се врата висока 14 ft-tall (4,3 m) која воде у орман, као и прозори пуне висине и правоугаони стубови. Лођа је подељена на травеје са двадесет парова стубова од текстилних блокова, који се протежу паралелно један са другим дуж целе лође. Такође унутар лође налази се камин окренут према трпезарији, који има бронзану капуљачу или решетку са мајанским мотивима. Изнад камина је позлаћени мозаик од стаклених плочица који приказује глициније, који је креирао Орландо Ђанини и једини је преостали мозаик од четири која су изграђена за куће које је пројектовао Рајт. Камин се протеже кроз три травеја, који су виши од остатка лође; горњи делови ових травеја имају квадратне клеристоријумске прозоре.
Спаваћа соба Чарлса Ениса (позната и као главна спаваћа соба) налази се на крајњем источном крају куће, док је спаваћа соба Мејбел Енис мања и налази се поред дневне собе. На супротној страни Велике собе, уклињештена између трпезарије и оставе поред кухиње, налази се гостинска спаваћа соба. Гостинска соба и кухиња су на истом нивоу као и трпезарија, изнад остатка другог спрата. Постоји и одвојена спаваћа соба у гаражном крилу. Купатила у целој кући имају мермерне подове и каде од керамичких плочица. Каде, вероватно инспирисане онима које је Рајт видео током својих посета Јапану, удубљене су у под. Рајтови првобитни планови предвиђали су да спојеви у подовима, плафонима и зидовима буду прекривени златним мозаичким плочицама. Током изградње, планови су измењени тако да су целокупни зидови и подови прекривени белим плочицама, док је плафон малтерисан.

## Историја
Кућа Енис је била један од више пројеката високог профила које је Рајт завршио 1920-их, заједно са својим другим кућама у Лос Анђелесу и Империјал хотелом у Токију. Рајт је добио наруџбине за куће Енис, Фриман и Сторер скоро истовремено, убрзо након што је завршио Ла Минијатуру. Редослед изградње ове три куће је споран. Рајтов унук Ерик Лојд Рајт и новинар Los Angeles Times-а Чарлс Локвуд навели су да је Кућа Енис изграђена после Куће Сторер и пре Куће Фриман, док други извори описују Кућу Енис као последњу изграђену. Пре изградње кућа од текстилних блокова, Рајт је користио претколумбовске мотиве у другим грађевинама као што су Мидвеј Гарденс у Чикагу и Складиште А. Д. Герман у Ричленд Сентеру.

### Развој
Мало се зна о првобитним власницима, Чарлсу и Мејбел Енис. Иако неки извори наводе да су Енисови водили продавницу мушке одеће, такође се наводи да су били у нафтној или гвожђарској индустрији. Чарлс и Мејбел су обоје дошли са Средњег запада и рођени су 1858. и 1863. године; након неколико година у Индијанаполису и Питсбургу, преселили су се у Лос Анђелес до 1901. године, живећи у две скромне куће пре него што су изградили своју кућу у Лос Фелизу. Након пензионисања из своје фирме око 1923. године, купили су два суседна плаца на Глендовер авенији. Енисови су наручили од Рајта да пројектује кућу у мајанском стилу, архитектонском стилу који им се допадао. Рајт, који је користио систем текстилних блокова у својим претходним радовима, одлучио је да даље експериментише са овим блоковима; на пример, померао је блокове и уграђивао их у надземне плафонске греде. Како је рекао Енисовима, „Коначни резултат ће стајати на том брду стотину година или више”, предвиђајући да ће привлачити туристе из целог света. Породица Енис је добила нацрте 24. фебруара 1924. и брзо ангажовала раднике да рашчисте земљиште. Такође су ангажовали Френковог сина Лојда Рајта као надзорника изградње.
Две нове грађевинске дозволе, по једна за кућу и њену гаражу, издате су 1. маја 1924. Као и код других Рајтових кућа у Лос Анђелесу, помагали су му његов син и његов ученик Рудолф Шиндлер. Изградња бетонских текстилних блокова детаљно је описана у извештају који су Енисови наручили од инжењерске фирме убрзо након почетка изградње. Да би направили блокове, радници су мешали гранит, песак, шљунак и воду, а добијени агрегат је затим мешан са портланд цементом у односу 4:1. Смеша је затим мешана са водом и мешана док није могла сама да стоји. Овај материјал је затим изливан у алуминијумске калупе, а блокови су вађени из калупа и држани влажним недељама. Гаражно крило је био први део куће који је завршен, а затим главна зграда. Радници су прво изградили спаваћу собу Чарлса Ениса, а затим су наставили према западу ка гаражи. У августу 1924, Лојд је телеграфисао оцу да га обавести да се изградња брзо завршава. Упркос Лојдовим уверавањима, Рајт је сматрао да пројекат напредује спорије него што је очекивано, кривећи мешање градске управе. Породица Енис је била довољно богата да су могли да поднесу разна кашњења у изградњи зграде.
Проблеми су се појавили тог септембра, када је Лојд телеграфисао оцу о присуству пукотина у потпорном зиду, забринутост коју је старији Рајт одбацио. Гаражно крило је завршено у децембру 1924, а Лојд је дао оставку тог месеца након несугласица са Енисовима, који су желели да направе измене у дизајну. Посебне тачке спорења укључивале су дизајн надвратника, када и прозора куће. Енисови су такође наложили радницима да направе виши темељ; модификују улаз; додају лустере, мермерне подове и украсе од кованог гвожђа; и уклоне или модификују унутрашње преграде. Иако неки извори тврде да је Рајт дизајнирао намештај за кућу који никада није завршен, Свини је написао да нема назнака да је Рајт икада дизајнирао било какав намештај за кућу. Извођачи трећих страна су на крају завршили кућу, која је на крају коштала 300.000 долара за развој. Рајт је кривио кашњења у изградњи Куће Енис и његових других кућа од текстилних блокова за повећање свог већ значајног дуга. Главна кућа је у суштини завршена до августа 1925, али су радови на детаљима унутрашњег дизајна настављени још годину дана.

### Приватно власништво

#### Од 1920-их до 1940-их
Чак и пре завршетка, кућа је показивала знаке лоше израде; на пример, блокови су почели да се распадају пре него што се породица Енис уселила. Један критичар је написао да је зграда изгледала као „рушевина под ископавањем” док се завршавала. Чарлс Енис није дуго живео у кући; извори се не слажу да ли је Чарлс умро 1926. или 1928. године. Мејбел Енис је продала кућу 1936. након што је тамо живела још деценију. Након што је Мејбел продала кућу, имала је седам приватних власника између 1936. и 1980. године.
Међу најзначајнијим власницима Куће Енис био је глумац Џон Незбит, који је купио Кућу Енис у априлу 1940, наводно плативши 20.000 долара. Убрзо након тога, Незбит је писао Рајту тражећи копије нацрта куће, наводећи да се јужни потпорни зид куће испупчио. Рајт је спремно пристао, рекавши да кући треба много рада и вређајући Енисове као „незналице клијенте”. У међувремену, Незбит је покушао сам да модификује кућу, додајући базен и уклањајући неке од модификација Енисових (као што су расветна тела и мермерни подови), под надзором Рајтовог сина Лојда. Незбит је у почетку био заљубљен у Рајта, тражећи од архитекте да му дизајнира још једну кућу у Кармелу на Мору.
Након годину дана покушаја реновирања куће, Незбит се обратио Рајту 1941. да заврши реновирање за 3.500 долара. Рајтови цртежи за проширење називали су зграду Сиџистан, у част палате у Персији. Модификације су укључивале претварање складишног простора у собу за билијар и инсталацију система грејања, као и изградњу додатне спаваће собе. Додати су спуштени плафони у собама на другом спрату, док је први спрат остао углавном непромењен, осим новог намештаја. Односи између Незбита и Рајта су се погоршали крајем 1941. након што је Рајт оптужио Незбита да му није платио за дизајн у Кармелу. Незбит је на крају продао Кућу Енис 1942. године. Јужни потпорни зид куће наставио је да се испупчује, а кућа је препродавана још неколико пута у наредним годинама.

#### Од 1950-их до 1970-их
Лајл Коркоран, који је постао седми власник куће 1956. године, касније је рекао да Рајтов рад „има суштину”, за разлику од новијих, крхкијих кућа са дрвеним оквиром. До касних 1950-их, кућа је била запуштена, а тадашњи власник, неспособан или неспреман да је поправи, покушао је да је прода без успеха. Тешкоћа продаје куће погоршана је након што се појавила у филму Кућа на уклетом брду из 1959. године, што је навело младе фанове филма да ноћу посећују кућу и вриште што гласније могу. Новинар Los Angeles Times-а, пишући 1965. године, рекао је да су предње капије куће биле закључане катанцем и да су зидови били ишарани графитима, претпостављајући да се „пролазници нису лепо понашали према власницима”. Кућа је такође стекла репутацију уклете куће. Коркоран је ставио кућу на продају 1968. са траженом ценом од 175.000 долара. Огастус „Гас” Оливер Браун, администратор у здравству који је касније поседовао кућу, тврдио је да је Коркоран живео само у једној соби куће јер се распадала, и да је Коркоран терао локалну омладину својом сачмаром.
Године 1968, Браун је купио Кућу Енис за 119.000 долара, поставши њен осми власник. Кућа је била на тржишту за 125.000 долара, док је стручњак за некретнине проценио да је вредност куће 300.000 долара. Ниједан од оригиналних украса није остао. Браун се касније присећао да су се фасада и малтер распадали; кућа није имала топлу воду; а струја у неким собама није радила. Браунова ћерка Џенет Тани назвала је кућу „веома погодном за живот” упркос њеној величини, и рекла је за земљиште: „Шетњом од неколико метара, можете се наћи у потпуно другачијем окружењу.” Тани је касније рекла да је привлачила посетиоце попут фотографа Едмунда Тескеа, који су често били задивљени архитектуром. Убрзо након што се Браун уселио, доживео је исте проблеме као и Коркоран, са локалном омладином која је опседала кућу и покушавала да се пење преко зидова ноћу. Ово је навело Брауна да одштампа стотине летака на једној страници о кући, што је помогло да се омладина држи подаље, али је привукло љубитеље архитектуре.
Током свог власништва над кућом, Браун је заменио дотрајале украсе, обновио механичке системе, додао хидроизолацију и систем прскалица, и уклонио једно купатило и спаваћу собу. Додао је јапански врт на месту бившег купатила и спаваће собе. Фасада се знатно погоршала због проблема са влагом, који су погоршани дефектима у оригиналној конструкцији. Текстилни блокови су садржали трагове глине и фелдспата, који су имали тенденцију да се распадају или деформишу када су влажни, а влага је нагризла челичну арматуру унутар блокова и створила пукотине у бетону. Овај проблем је погоршан када је један од претходних власника нанео заптивач, који је требало да спречи даљи продор воде, али је уместо тога заробио влагу унутра. Браун је на крају потрошио више од 200.000 долара сопственог новца на реновирање. Након што му је супруга умрла и ћерке се одселиле, постало му је све теже да прикупља новац за одржавање Куће Енис.

### Власништво фондације
Браун је 1980. донирао Кућу Енис Фонду за очување културног наслеђа (TPCH), непрофитној организацији коју је основао да би добио пореско ослобођење за кућу. У замену, Брауну је дозвољено да настави да живи тамо. Иако је TPCH преузео свакодневне операције, Браун је остао укључен као извршни директор TPCH-а и наставио је да живи тамо, отварајући кућу за јавност шест пута годишње. Његова ћерка Џенет је такође била укључена као придружени кустос и добила је право да живи у кући након смрти свог оца. TPCH, који је имао одбор од 14 директора, називао је грађевину Кућа Енис-Браун у част његове донације.

#### Од 1980-их до раних 1990-их
Браун је први пут позвао јавност у Кућу Енис у марту 1980. и почео је да прикупља 250.000 долара за рестаурацију куће. Добио је 38.000 долара од савезне владе и најавио да ће продати неке од обичних бетонских блокова како би прикупио додатни новац. Приходи од јавних тура такође су коришћени за финансирање реновирања. Године 1981, једна од спаваћих соба је украшена фиберглас плочицама током снимања филма Истребљивач. У року од две године, TPCH је настојао да замени око 2.100 бетонских текстилних блокова у потпорном зиду, који је почео да се испупчује. Ерик Лојд Рајт, Френков унук, помогао је у рестаурацији куће током ове деценије. Неке од соба су такође издаване у закуп трима Брауновим осигуравајућим компанијама, а четири његова запослена су радила тамо.
До 1985. године, трошкови реновирања су процењени на 500.000 долара, док су годишњи трошкови одржавања процењени на 100.000 долара. Ни државна ни савезна влада нису хтеле да плате поправке потпорног зида, што је навело TPCH да организује забаве и туре како би прикупио новац. Пошто кућа није била зонирана за комерцијалну употребу, градски Одбор за жалбе на зонирање је крајем 1985. одлучио да се у кући не могу одржавати забаве или туре, и да Браунове компаније могу наставити да користе кућу само ако је он једини запослени у свакој од њих. Следеће године, TPCH је затражио од градске управе дозволу за организовање догађаја за прикупљање средстава у кући, иако је фонд касније повукао овај захтев у корист организовања мањих забава, за које није била потребна дозвола. Да би ублажио забринутост локалних становника, Браун се сложио да примени правила која ограничавају посећеност, паркирање и ниво буке током догађаја у кући. Након што је Фондација Гети 1988. објавила да ће давати до 320.000 долара по згради за пројекте рестаурације у Лос Анђелесу, TPCH је поднео захтев за Гетијев грант. Одбор TPCH-а је до 1989. разматрао продају дела намештаја из куће како би прикупио новац за реновирање, након што су разни други покушаји прикупљања новца за поправке пропали. У то време, кући је било потребно најмање милион долара за замену крова, потпорног зида и дворишта.
Упркос недостатку паркинга у комшилуку, у Кући Енис су се и даље одржавала венчања и снимања филмова. Кућа је зарађивала око 120.000 долара годишње од снимања филмова и 100.000 долара од других догађаја до касних 1980-их. До тада, Браун је имао затегнут однос са одбором TPCH-а, који је желео да он поднесе оставку на место директора фонда због спора око коришћења средстава која су прикупљена за кућu. Спор је изазвао оставке шест чланова одбора TPCH-а у три године. Такође су постојале притужбе да је кућа занемарена (иако је TPCH прикупио 500.000 долара за кров) и да су се тамо одржавале бучне забаве. Као одговор на тврдње да се у кући и даље одржава чак 30 догађаја годишње, Одбор за јавне радове Лос Анђелеса је 1989. гласао за забрану забава или других јавних догађаја у кући. Суседи су такође затражили да Одбор за јавне радове ограничи снимања филмова око куће, а одбор је у мају 1991. гласао за строго ограничавање дозвола за снимање. Према тим ограничењима, не више од седам или девет дозвола за снимање могло се издати за кућу сваке године.

#### Касне 1990-е и ране 2000-е
До 1990-их, усред повећаног интересовања јавности за Рајтов рад, кућа је била отворена за јавност једне недеље свака два месеца. TPCH је покренуо архитектонски конкурс за намештај куће, који је Рајт дизајнирао али никада није изграђен; конкурс је привукао 100 архитеката. На крају је Џон Мајкл из Пенсилваније добио наруџбину да изгради намештај. Кућа је оштећена током земљотреса у Нортриџу 1994., који је створио рупе у јужном потпорном зиду куће. Браун је почео да тражи 3 милиона долара за поправку куће, што је укључивало и поправку штете од воде. Да би покрио део овог трошка, Браун је дозволио ресторану у Њу Џерзију да репродукује плочице из куће, организује догађаје за прикупљање средстава и продаје реплике плочица. Године 1999, Федерална агенција за управљање ванредним ситуацијама (FEMA) се сложила да додели TPCH-у или 2,5 милиона или 3,1 милиона долара у партиципативним средствима, али је фонд успео да прикупи само милион долара. Канцеларија за очување историје Калифорније је такође доделила TPCH-у партиципативни грант од 350.000 долара, док је Фондација Гети доделила кући грант од 100.000 долара за финансирање привремених подупирача за потпорни зид.
До касних 1990-их, приговори на коришћење куће као локације за снимање углавном су се утишали, иако су филмске екипе могле да паркирају само мали број возила поред куће. Фирма Unreel Locations изнајмљивала је кућу филмским ствараоцима; као показатељ популарности куће као локације за снимање, знакови за забрану паркирања на Глендовер авенији посебно су изузимали филмске екипе из забране. Кућа је такође била domaćin јавних тура три дана недељно, са око 3.000 посетилаца годишње. Ово ју је чинило једном од две зграде које је пројектовао Рајт у Лос Анђелесу, а које су биле отворене за јавност; друга је била Кућа Холихок. Потпуно реновирање зграде је одложено због неизвесности око финансирања. Због континуираног пропадања, 2003. године Светски фонд за споменике је додао Кућу Енис на своју листу најугроженијих светских локација за 2004. годину. TPCH је прикупио мање од трећине процењених трошкова реновирања од 10 милиона долара; да би прикупио средства, TPCH је почео да омогућава људима да спонзоришу појединачне текстилне блокове. Кућа Енис је затворена због реновирања у децембру 2004; овај пројекат је делимично финансиран са 2,5 милиона долара од савезне владе. Ерик Лојд Рајт је поново ангажован да дизајнира реновирање.
Неуобичајено велика количина падавина током сезоне 2004–2005. изазвала је клизишта испод Куће Енис почетком 2005. године, узрокујући штету од око 500.000 долара. Клизишта су померила део потпорног зида испод куће, што је навело инспекторе града Лос Анђелеса да привремено ставе црвену ознаку на кућу у марту 2005, што је потпуно забранило улазак било коме. Ограничење црвене ознаке на главној згради убрзо је смањено на жуту ознаку, омогућавајући људима да улазе током дана, али су други делови куће остали потпуно забрањени за приступ. Постојали су предлози за постављање надстрешница како би се кућа заштитила од даље штете, али је TPCH одбацио ове сугестије. Делом због штете, Кућа Енис је додата на листу 11 најугроженијих историјских места Националног фонда за очување историје за 2005. годину. Financial Times је тада написао да „Рајтова вежба из 1924. у домаћој монументалности није добро остарила”. Џоел Силвер, филмски продуцент који је рестаурирао и Кућу Сторер и Рајтову плантажу Олдбрас у Јужној Каролини, пристао је да замоли своје пријатеље да помогну у рестаурацији куће ако TPCH преименује зграду у Кућа Енис и реорганизује свој одбор.

#### Преузимање од стране Фондације Куће Енис
TPCH је распуштен у јулу 2005. Следећег месеца, Национални фонд за очување историје, Конзерваторијум Лос Анђелеса и Фондација за очување зграда Френка Лојда Рајта заједнички су основали Фондацију Куће Енис да би прикупили новац за реновирање куће. Оснивање фондације уследило је након залагања глумице Дајане Китон, која је заједно са Ериком Лојдом Рајтом именована у управни одбор фондације. У то време, трошкови стабилизације куће процењени су на 5 милиона долара, а реновирање је процењено на 12–15 милиона долара. У две године након што је Фондација Куће Енис реформисана, Китонова и Ерик су прикупили око 6 милиона долара за рестаурацију куће. Године 2006, пројекат је добио грант од FEMA-е, као и грађевински зајам од 4,5 милиона долара преко First Republic Bank. Банкарски зајам је гарантовао бизнисмен Роналд Беркл, који је био лично заинтересован за кућу од детињства. Ерик је израдио планове за поправку потпорног зида.
Пројекат је укључивао нови систем структурне подршке, рестаурацију или замену оштећених блокова, рестаурацију прозора и нови кров. Двориште за аутомобиле је поново изграђено, а разни мањи архитектонски елементи као што су камини су рестаурирани. Већи део куће је рестауриран до 2007. године, до када је Фондација Куће Енис потрошила 6,5 милиона долара на реновирање. Даља рестаурација је заустављена због недостатка средстава; фондација није могла да тражи средства од владе или непрофитних организација јер ни оне нису имале довољно средстава. Фондацији је било све теже да одржава кућу због високих трошкова, а консултант је препоручио продају куће јер је мало људи било спремно да донира. Штавише, фондација није могла да организује догађаје за прикупљање средстава или друге јавне догађаје у кући због противљења суседа. У то време, очекивало се да ће бити потребно још 5–7 милиона долара за завршетак реновирања. Конзерваторијум Лос Анђелеса доделио је реновирању награду за очување 2008. године.
Године 2009, Фондација Куће Енис понудила је кућу на продају са траженом ценом од 15 милиона долара; овај износ би се користио за отплату дуга Фондације Куће Енис. Фондација је желела да прода кућу појединцу и одбила је неколико понуда од неодређеног броја фирми. Фондација је имала потешкоћа да пронађе једног купца, упркос маркетингу резиденције преко аукцијске куће Christie's, а тражена цена је смањена на 10,495 милиона долара у фебруару 2010. Шпанске новине El Mundo су написале да су ознаке знаменитости на кући, које су строго ограничавале било какве модификације, можда одвратиле потенцијалне купце. До касније те године, цена на листи је поново смањена на 7,495 милиона долара, мање од половине првобитне тражене цене, а било је разговора о могућем растављању куће и слању у Јапан. Агент за некретнине Куће Енис рекао је да је, упркос недостатку понуда, кућа привукла интересовање страних држављана.

### Берклово власништво и препродаја
Кућа Енис је продата Берклу за нешто мање од 4,5 милиона долара у јулу 2011. Фондација Куће Енис је добила службеност на кући, што је захтевало од Беркла и свих наредних купаца да дозволе јавно разгледање најмање 12 дана годишње. Беркл је именовао свог дугогодишњег помоћника Тима Глисона да управља кућом; није живео у Кући Енис, али је организовао туре и догађаје тамо. Поред тога, Беркл је ангажовао Ерика Лојда Рајта да дизајнира реновирање куће, и тврдио је да је потрошио 13 милиона или 17 милиона долара на пројекат. Цена рестаурације укључивала је трошак од 6,4 милиона долара из гранта FEMA-е и партиципативних средстава, као и постојећи зајам од 4,5 милиона долара. Око 3.000 или 4.000 бетонских блокова је замењено. Поред тога, електрични прекидачи и лампе су замењени репликама, а Беркл је направио реплике оригиналног намештаја.
Беркл је ставио зграду на продају за 23 милиона долара у јуну 2018, рекавши да жели да се фокусира на очување других структура. Продао је кућу за 18 милиона долара у октобру 2019. У то време, то је била највиша продајна цена икада забележена за кућу коју је пројектовао Рајт. Купац је касније идентификован као друштво са ограниченом одговорношћу које представља Роберта Розенхека и Синди Капобјанко, руководиоце у индустрији канабиса који су били у браку. Након продаје, Кућа Енис је остала подложна службености за јавни приступ.

## Утицај

### Појављивања у медијима
Кућа Енис се појавила у великом броју медијских дела. Кућа се појавила у више од 60 медијских дела до касних 1990-их, иако је чланак у New York Times-у навео да ова цифра укључује само медијска појављивања од 1968. године. Чланак у Architectural Digest-у из 2022. проценио је да је кућа имала преко 80 медијских појављивања. Један од најистакнутијих филмова у којима се појављује Кућа Енис био је филм Истребљивач из 1982. године, чија је популарност довела до тога да Кућа Енис добије надимак „кућа из Истребљивача”. The New York Times је назвао Кућу Енис „можда најфилмичнијом од зграда Френка Лојда Рајта”, а Дајана Китон је рекла да се Кућа Енис „хвали са више филмова на свом конту него што већина глумаца има привилегију да сними”.

#### Употреба као сценографија или локација за снимање
Први филм који је користио Кућу Енис као локацију за снимање био је Female, који је објављен 1933. и приказивао је кућу као резиденцију директора аутомобилске индустрије. Током година, кућа је приказивана у широком спектру контекста. На пример, филмови су приказивали зграду као стан, научну лабораторију, психијатријску клинику, уклету кућу или вилу, и приказивана је у тако разноликим жанровима као што су футуристички, филм ноар и јапански филмови. Поред филмова и ТВ серија, зграда је приказивана у рекламама, фото-сесијама и музичким спотовима. Кућа је морала бити модификована за многа од ових снимања. На пример, базен је изграђен у кући током снимања филма Female (годинама пре него што је изграђен стварни базен у кући), а мат позадина која приказује високоградњу додата је кући за филм Црна киша из 1989. године.
Различита објашњења су дата за популарност Куће Енис као локације за снимање; њена близина Холивуду се наводи као један од разлога. Потреба за прикупљањем новца за рестаурацију куће, као и необичан дизајн, такође се наводе као разлози због којих је Кућа Енис можда привукла филмске ствараоце. Представник Unreel Locations је рекао 2003. да је кућа била веома тражена јер, за филмске ствараоце, „може бити помало камелеон”. Скот Френк је написао да је грандиозни дизајн куће чинио идеалном за филмове смештене у вилама; да је њена „строга лепота” била привлачна фотографима; и да је њен необичан дизајн привлачио продуценте научно-фантастичних филмова. Архитекта Мајкл Вицнер је навео фасаду древног изгледа, локацију на брду и облик крова као ствараоце идеалних услова за сет хорор филма, док је новинар Едвин Хиткот написао да је екстеријер „дијаметрална супротност чистим белим кућама традиционалне футурологије”. Поред тога, Роберт Свини је сматрао да кућа подсећа на „пагански ритуал”.
Према Шлајеру, никада није приказана као мирно окружење или резиденција „нормативне нуклеарне породице”; уместо тога, кућа се често приказује у филмовима који захтевају егзотичне сценографије. Кућа је претежно коришћена као сценографија за дистопијске филмове и за оне који укључују зликовце или криминал. Како је описао филмски стваралац Том Андерсен, „Њена најчешћа улога је вила неког гангстерског вође.” Значајни филмови који су користили кућу као сценографију или локацију за снимање укључују:
| Година | Назив                                 | Напомене        |
| ------ | ------------------------------------- | --------------- |
| 1933   | Female                                | [ 177 ] [ 178 ] |
| 1946   | Дубоки сан                            | [ 5 ]           |
| 1959   | Кућа на уклетом брду                  | [ 57 ] [ 179 ]  |
| 1974   | The Terminal Man                      | [ 5 ] [ 183 ]   |
| 1975   | Дан скакаваца                         | [ 57 ] [ 177 ]  |
| 1982   | Истребљивач                           | [ 5 ] [ 13 ]    |
| 1985   | Howling II: Your Sister Is a Werewolf | [ 183 ]         |
| 1987   | Timestalkers                          | [ 179 ]         |
| 1989   | Карате Кид 3                          | [ 171 ] [ 57 ]  |
| 1989   | Црна киша                             | [ 5 ] [ 171 ]   |
| 1991   | Ракеташ                               | [ 5 ] [ 188 ]   |
| 1991   | Велики кањон                          | [ 5 ] [ 189 ]   |
| 1991   | Cold Heaven                           | [ 183 ]         |
| 1994   | A Passion to Kill                     | [ 179 ]         |
| 1997   | Snide and Prejudice                   | [ 190 ]         |
| 1998   | Заменске убице                        | [ 5 ]           |
| 1998   | Гас до даске                          | [ 57 ] [ 83 ]   |
| 1999   | Тринаести спрат                       | [ 57 ]          |
| 2000   | Сестра Бети                           | [ 191 ]         |
| 2001   | Булевар звезда                        | [ 192 ]         |

ТВ серије су такође користиле кућу као локацију за снимање, укључујући Твин Пикс и Бафи, убица вампира, а Кућа Енис је такође приказана у анимираним ТВ серијама као што је Саут Парк. Кућа је представљена у рекламама за компаније као што су Калвин Клајн, Шанел и Рено, као и у промотивним фотографијама за фирме као што је IBM и фото-сесијама за часописе као што је Плејбој. Поред тога, била је сценографија за друге медије као што су музички спотови и модна снимања. Други филмови и ТВ серије су такође копирали дизајн куће у својим сетовима, укључујући епизоде ТВ серије The Studio. Године 2025, Фондација Френка Лојда Рајта потписала је уговор о лиценцирању са власницима куће Робом Розенхеком и Синди Капобјанко, омогућавајући им да праве документарце о Кући Енис и другим Рајтовим кућама у ширем подручју Лос Анђелеса.

#### Медији о кући
Кућа Енис је такође била тема медија сама по себи, појављујући се у неколико документараца. На пример, Кућа Енис је била један од неколико архитектонских споменика детаљно описаних у документарцу Los Angeles Plays Itself, а Кућа Енис и друге Рајтове куће у Лос Анђелесу су такође детаљно описане у документарцу That Far Corner из 2018. године. Кућа је представљена на изложбама, као што је изложба из 1988. о Рајтовим кућама од текстилних блокова у Уметнички парк Барнсдал и изложба фотографија из 2005. у Центар Гети. Анимирани обилазак Куће Енис такође је објављен на CD-ROM-у 1995. године, а кућа је приказана и у другим медијима као што је поп-ап књига из 2002. о Рајтовом раду.

### Рецепција
Након што је Кућа Енис завршена, Рајт је размишљао да је „превазишла границе за кућу од бетонских блокова” због своје велике величине, док је историчар Хенри-Расел Хичкок описао кућу као „прилично недомаћинску”. Џон Пастијер из Los Angeles Times-а је написао 1974. да Кућа Енис и други Рајтови пројекти од текстилних блокова у Лос Анђелесу „успешно демонстрирају Рајтове посебне моћи изражавања и иновације”. Алис ван Бурен из Artforum-а је негативно оценила кућу, описујући је као да има „декоративне детаље који истичу слободу архитекте, али остављају посматрача да се осећа као затвореник”. Током 1980-их, Пол Голдбергер је сматрао Кућу Енис „највећом” од Рајтових кућа од текстилних блокова у Лос Анђелесу, иако је мислио да је Кућа Сторер најпривлачнија у групи, Чарлс Локвуд је назвао кућу „упечатљивим примером Рајтовог генија за архитектонску драму”, а Сем Хол Каплан је поновио тај осећај, описујући је као да „одише безвременошћу и оригиналношћу које су обележиле Рајтов геније”.
Током 1990-их, Birmingham Post је написао да кућа „није широко сматрана једним од најбољих Рајтових остварења”, али да је и даље привлачна филмским ствараоцима. Архитектонски критичар Boston Globe-а, Роберт Кембел, написао је да текстилни блокови „дају кући незаборавно егзотичан карактер”, док је Скот Френк рекао да су неконвенционалне карактеристике дизајна посебно погодне за појављивања у популарним медијима. Роберт Свини је критиковао измене дизајна које су извршили Енисови као да нису побољшале зграду, и сматрао је да кућа у целини прекомерно користи превелике детаље дизајна. Рајтови биографи Роберт Макартер и Брендан Гил, као и стручњак за бетонску индустрију Едвард Лош, сви су описали кућу као да има масивну скалу која доминира падином. Други научник је 2019. написао да су конструкција од бетонских блокова и локација на брду учиниле да изгледа „масивно, херметично и скулптурално”.
Неколико рецензената је коментарисало архитектонски стил куће. Чланак из 1991. за Los Angeles Times је рекао да је кућа различито карактерисана као „маузолеј, тврђава, тибетански споменик, мајански храм и палата”. Писац за Associated Press је описао Кућу Енис 2005. као да личи на „храм право из филма Индијана Џоунс”, док је Architectural Digest написао да је „стил више Отимачи изгубљеног ковчега него будистички манастир”. Часопис Filmmaker је 2006. написао да је Кућа Енис Рајтов „приступ модерним материјалима у духу мајанске гробнице”, што су поновили Дејвид Гебхард и Скот Зимерман. У анкети Los Angeles Times-а у децембру 2008, архитектонски стручњаци су рангирали кућу као једну од десет најбољих резиденција у граду; Los Angeles Times је навео да „Кућа Енис сугерише шта би највећи модернисти урадили са наруџбином од Мајанског царства 700 година раније”. Историчар архитектуре Винсент Скали је рекао да кућа личи на „неког осветничког духа из претколумбовске прошлости”, док је Гил веровао да је више слична светилишту мајанског бога него породичној резиденцији. Биограф Мерил Сикрест је написала да су све Рајтове куће од текстилних блокова „монументалне, повучене и неодољиво мајанске у осећају”.
Критичари су такође похвалили дизајн ентеријера. Дајана Китон је 2007. похвалила прелаз из скученог улазног предворја у пространу дневну собу, што је поновио и Кембел, који је то упоредио са дизајном Рајтових кућа Кунли и Роби у Илиноису. Новинар NPR-а је 2009. рекао да је „спољашњост, са високим зидовима и оштрим ивицама, дефинитивно драматична, али је унутрашњост та која посетиоцима одузима дах.” Други новинар за Curbed је 2019. написао: „Колико год да је бетонска тврђава импресивна споља, њени ентеријери су божанствени.”

### Архитектонски утицај и ознаке знаменитости
Дизајн Куће Енис инспирисао је дизајн друге куће преко пута Глендовер авеније, коју је 2008. пројектовала Барбара Бестор. Рајтов син Лојд, који је помогао у изградњи куће, касније је наставио да пројектује куће у сличном стилу, као што је Кућа Соуден. Дизајн спољних плочица куће реплициран је у једном ресторану у Хобокену, Њу Џерзи, а писац за британске новине The Observer је приметио да је дизајн куће можда утицао и на дизајнерске елементе Галерије Хејвард у Лондону. Током 1980-их, дизајнерска фирма F. Schumacher & Co. почела је да продаје зидне облоге и штампане тканине са шарама заснованим на текстилним блоковима Куће Енис. Следеће деценије, произвођач прозора Andersen Corporation почео је да продаје прозоре инспирисане уметничким стакленим панелима Куће Енис.
Означена је као Историјски споменик Калифорније број 1011.

## Белешке
1. ↑  Поред ових кућа, Рајтова три друга дела у ширем подручју Лос Анђелеса су зграда Андертон Корт у Беверли Хилсу, Кућа Стерџес у Брентвуду и капија куће Арча Оболера на Малхоланд Драјву.[24]
2. ↑  Неки извори наводе цифре и до 4.720 sq ft (439 m2)[87] или 5.500 sq ft (510 m2),[88] а чак и до 7.000 sq ft (650 m2)[23] или 10.000 sq ft (930 m2).[50][28]
3. ↑  У зависности од тога да ли се рачуна гаражно крило, кућа се различито наводи као да има четири спаваће собе (укључујући крило)[13][14][46] или три спаваће собе (без крила).[16][59]
4. ↑  Извори су такође навели цифре од 24 ft (7,3 m)[47] или 32 ft (9,8 m).[20]
5. ↑  Алтернативна цифра од 80 ft (24 m) дата је у једном извору.[47]
6. ↑  Редослед је нејасан јер је Кућа Фриман завршена пре него што је цела Кућа Енис била спремна, али након што је део Куће Енис био отворен. Кућа Фриман је завршена у марту 1925.[105] Гаража Куће Енис је завршена у децембру 1924,[106] али главни део Куће Енис није био готов до августа 1925.[92]
7. ↑  Неки извори пишу да је старији Рајт прекинуо своје учешће у пројекту.[76][81] Међутим, Sweeney 1994 посебно наводи телеграм од Лојда Рајта у којем је поднео оставку.[106]
8. ↑  Премашена је продајом Куће Клинтон Вокер, која је продата за 22 милиона долара 2022. године.[174]